# Matthew Gray Gubler
Matthew Gray Gubler (født 9. marts 1980) er en amerikansk skuespiller, filminstruktør, kunstner, og tidligere model. Han fik sin debut i filmen The Life Aquatic with Steve Zissou (2004) som Praktikant # 1, og er bedst kendt for sin rolle som det unge geni Dr. Spencer Reid i CBS tv-serien Criminal Minds, som han også har instrueret en episode af. Gubler har skabt flere film, der for det meste blev filmet i hans hjemby Las Vegas samt New York City, inden han fik sin eksamen fra New York University. Han har lagt stemme til "Simon" filmene "Alvin og de frække jordegern"